# Лабзовский, Леонтий Нахимович
Леонтий Нахимович Лабзовский (род. 1935) — советский и российский физик, доктор физико-математических наук, профессор.

## Биография
Родился в семье гидрофизика и картографа Нахима (Нохима) Ароновича Лабзовского, профессора Ленинградского отделения Государственного океанографического института (ЛОГОИН), автора мнографии «Непериодические колебания уровня моря» (1971). В 1958 году окончил кафедру теоретической физики физического факультета ЛГУ им. А. А. Жданова. В 1960 году поступил в аспирантуру этой кафедры, в 1964 году защитил кандидатскую диссертацию и был оставлен при университете — занимал должности младшего научного сотрудника, доцента. В 1974 году защитил докторскую диссертацию на тему «Корреляция электронов, релятивистские эффекты и учёт движения, структуры и спина ядра в теории атомов». В 1979 году был назначен профессором кафедры квантовой механики, в 1997—2002 годах заведовал этой кафедрой. В 2018 году было присвоено звание почётного профессора СПбГУ. Читал спецкурсы «Теоретическая механика» (2 курс, для студентов всех кафедр), «Теория атома» (3 курс, для студентов теоретических кафедр). Также является ведущим научным сотрудником Петербургского института ядерной физики (по совместительству).

### Семья
- Сын — Григорий Леонтьевич Лабзовский, генеральный директор ООО Общество «Оракл Девелопмент СПБ»[1].
- Брат — Самуил Нахимович Лабзовский, математик-педагог, детский писатель.

## Научная деятельность
Область научных интересов Лабзовского: фундаментальные взаимодействия, атомная физика, квантовая электродинамика, слабые взаимодействия, антиатомы, астрофизика водорода и поиски зависимости фундаментальных констант от времени.
Является автором более ста пятидесяти научных работ и четырёх монографий. Под руководством Лабзовского было защищено около двадцати кандидатских диссертаций.

## Редакция книг
- Физические основы квантовой радиофизики / под ред. проф. П. М. Бородина, проф. Л. Н. Лабзовского. — Л.: Издательство Ленинградского университета, 1985. — 320 с.

## Признание
- 1986 — Университетская премия за лучшие научные работы
- 2007 — заслуженный деятель науки РФ[2].
- 2009 — медаль «Санкт-Петербургский государственный университет».